# Wspólnota administracyjna Partenstein
Wspólnota administracyjna Partenstein – wspólnota administracyjna (niem. Verwaltungsgemeinschaft) w Niemczech, w kraju związkowym Bawaria, w rejencji Dolna Frankonia, w regionie Würzburg, w powiecie Main-Spessart. Siedziba wspólnoty znajduje się w miejscowości Partnestein.
Wspólnota administracyjna zrzesza trzy gminy wiejskie (Gemeinde): 
- Neuhütten, 1 189 mieszkańców, 5,95 km²
- Partenstein, 2 805 mieszkańców, 10,47 km²
- Wiesthal, 1 372 mieszkańców, 9,18 km²